# Olli Määttä
Olli Määttä (* 22. August 1994 in Jyväskylä) ist ein finnischer Eishockeyspieler, der seit Oktober 2024 bei den Utah Mammoth aus der National Hockey League unter Vertrag steht. Mit den Pittsburgh Penguins, bei denen der Verteidiger von 2013 bis 2019 aktiv war, gewann er in den Jahren 2016 und 2017 den Stanley Cup. Zudem spielte er bereits für die Chicago Blackhawks, Los Angeles Kings und Detroit Red Wings.

## Karriere

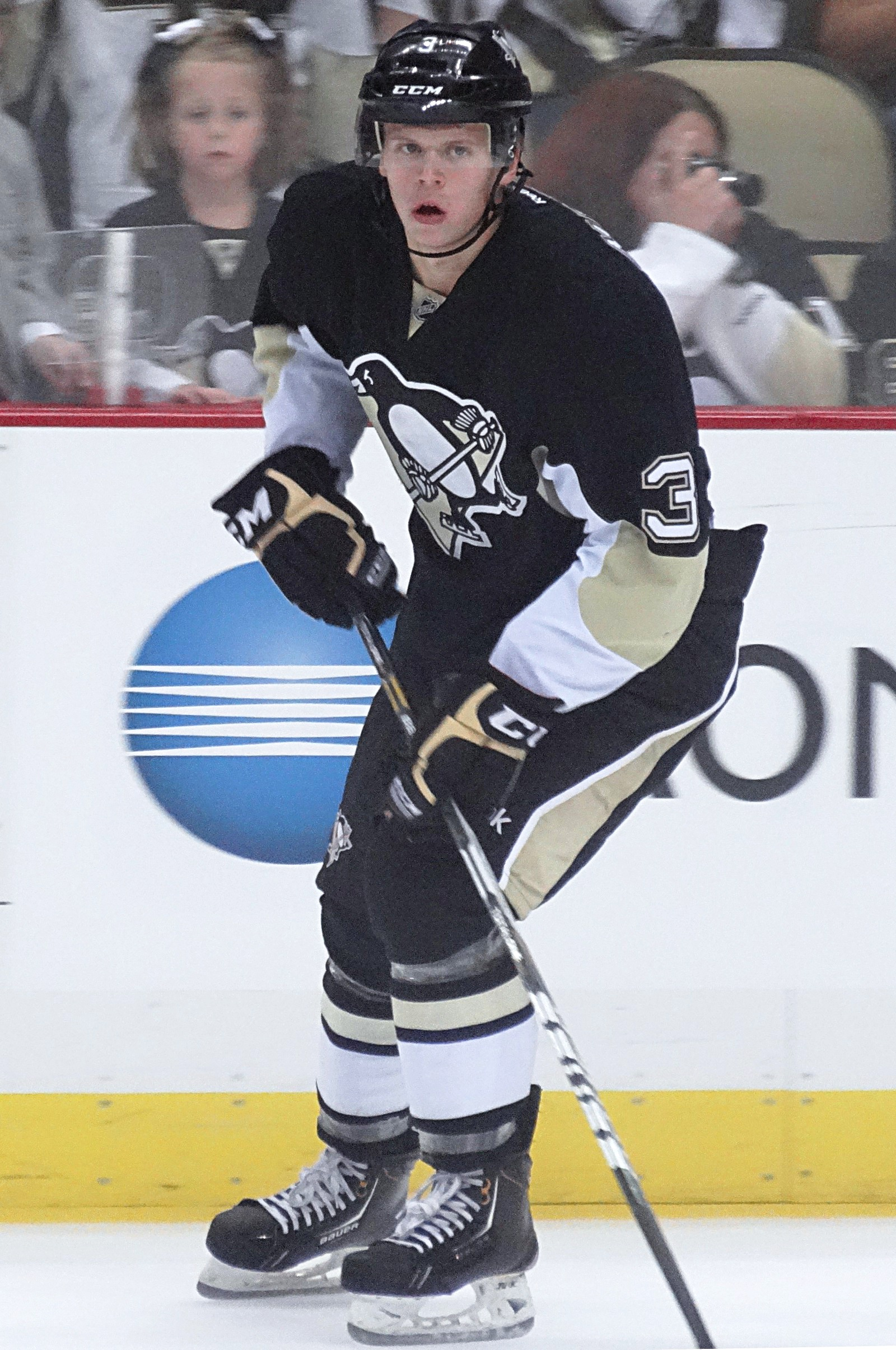
Määttä im Trikot der Pittsburgh Penguins (2013)

Määttä begann seine Laufbahn in seiner Heimatstadt Jyväskylä, wo er in der Jugendabteilung des JYP Jyväskylä spielte. Er durchlief zahlreiche Altersstufen des Vereins und wurde bereits im Alter von 15 Jahren für die U18- und U20-Auswahl eingesetzt. Zuvor konnte er für die U16-Mannschaft 22 Scorerpunkten aus 21 Spielen sammeln und war damit erfolgreichster Verteidiger des Teams. Nachdem er die Saison 2010/11 mit der U20-Auswahl in der Nuorten SM-liiga begonnen hatte, unterzeichnete Määttä im Alter von 16 Jahren seinen ersten Profivertrag. Er wechselte daraufhin zum D Team, dem Farmteam von JYP Jyväskylä, in die Mestis. In 23 Spielen in der zweithöchsten finnischen Spielklasse verzeichnete Määttä eine Plus/Minus-Bilanz von +14, die höchste seines Teams.
Im CHL Import Draft 2011 wurde er als Gesamterster von den London Knights aus der Ontario Hockey League ausgewählt und wechselte daraufhin nach Nordamerika. In der Saison 2011/12 erzielte Määttä fünf Tore und 27 Assists. Mit 32 Scorerpunkten war er damit der erfolgreichste Rookie-Verteidiger und wurde ins First All-Rookie Team der OHL berufen. Nachdem die London Knights bereits die reguläre Saison als punktbestes Team abgeschlossen hatten, setzte sich die Mannschaft auch in den Playoffs durch und gewann den J. Ross Robertson Cup. Mit 23 Punkten aus 19 Spielen war Määttä dabei punktbester Verteidiger der Playoffs. Im NHL Entry Draft 2012 wurde er in der ersten Runde an 22. Stelle von den Pittsburgh Penguins ausgewählt. Am 12. September 2012 unterzeichnete der Verteidiger daraufhin einen Einstiegsvertrag über drei Jahre mit den Penguins. Määttä kehrte allerdings zur Saison 2012/13 nach London zurück und konnte seine Leistungen im Gegensatz zur Vorsaison noch einmal verbessern. Mit 38 Scorerpunkten schloss er die Spielzeit erneut als punktbester Verteidiger der Knights ab. Schließlich konnte er mit dem Team den OHL-Titel in den Play-offs verteidigen und gewann so seinen zweiten J. Ross Robertson Cup. Nach dem Ausscheiden aus dem anschließenden Memorial-Cup-Turnier bestritt Määttä noch drei Playoff-Spiele für das Farmteam der Penguins, die Wilkes-Barre/Scranton Penguins, in der American Hockey League.
Zur NHL-Saison 2013/14 konnte sich Määttä auf Anhieb im Kader der Pittsburgh Penguins etablieren und bestritt sein erstes NHL-Spiel am 3. Oktober 2013 beim Saisonauftakt gegen die New Jersey Devils. Fünf Tage später erzielte der Verteidiger seinen ersten beiden Assists beim Spiel gegen die Carolina Hurricanes, bevor er am 19. Oktober im achten NHL-Spiel sein erstes Tor schoss. In der Saison 2015/16 gewann er mit den Penguins den Stanley Cup und konnte diesen Erfolg im Jahr darauf wiederholen. Nach sechs Spielzeiten im Trikot der Penguins wurde der Finne im Juni 2019 gemeinsam mit einem Fünftrunden-Wahlrecht im NHL Entry Draft 2019 im Tausch für Dominik Kahun zu den Chicago Blackhawks transferiert. In Chicago verbrachte Määttä eine Saison, ehe er im September 2020 im Tausch für Brad Morrison an die Los Angeles Kings abgegeben wurde. In Los Angeles war der Finne bis zum Ende der Saison 2021/22 aktiv und wechselte anschließend als Free Agent zu den Detroit Red Wings. Bei den Red Wings spielte er bis Oktober 2024, ehe ihn diese im Tausch für ein Drittrunden-Wahlrecht im NHL Entry Draft 2025 an den Utah Hockey Club abgaben. Das Team trägt seit Mai 2025 den Namen Utah Mammoth.

### International
Olli Määttä vertrat Finnland erstmals auf U16-Ebene und wurde daraufhin zur U18-Junioren-Weltmeisterschaft 2011 für sein erstes internationales Turnier nominiert. Seine Plus/Minus-Bilanz von +4 war dabei die beste der Mannschaft. Bei der U20-Junioren-Weltmeisterschaft im selben Jahr war er der mit Abstand jüngste Spieler im Kader der Finnen und blieb in sechs Spielen punkt- und straflos. Auch bei den U20-Junioren-Weltmeisterschaften 2012 und 2013 stand Määttä im Aufgebot der Finnen und erzielte 2013 drei Punkte in fünf Spielen.
Bei den Olympischen Winterspielen 2014 gewann er mit der finnischen Nationalmannschaft die Bronzemedaille. Dabei war er mit drei Toren und fünf Scorerpunkten erfolgreichster Verteidiger seiner Mannschaft. Darüber hinaus vertrat er sein Heimatland beim World Cup of Hockey 2016, schied mit der Mannschaft allerdings bereits in der Gruppenphase aus. Fünf Jahre später folgte die Silbermedaille bei der Weltmeisterschaft 2021. Im Anschluss spielte der Verteidiger bei den Weltmeisterschaften der Jahre 2023 und 2024.

## Erfolge und Auszeichnungen
| - 2011 Finnischer A-Junioren-Meister mit JYP Jyväskylä - 2012 J.-Ross-Robertson-Cup-Gewinn mit den London Knights - 2012 OHL First All-Rookie Team | - 2013 J.-Ross-Robertson-Cup-Gewinn mit den London Knights - 2016 Stanley-Cup-Gewinn mit den Pittsburgh Penguins - 2017 Stanley-Cup-Gewinn mit den Pittsburgh Penguins |

### International
- 2014 Bronzemedaille bei den Olympischen Winterspielen
- 2021 Silbermedaille bei der Weltmeisterschaft

## Karrierestatistik

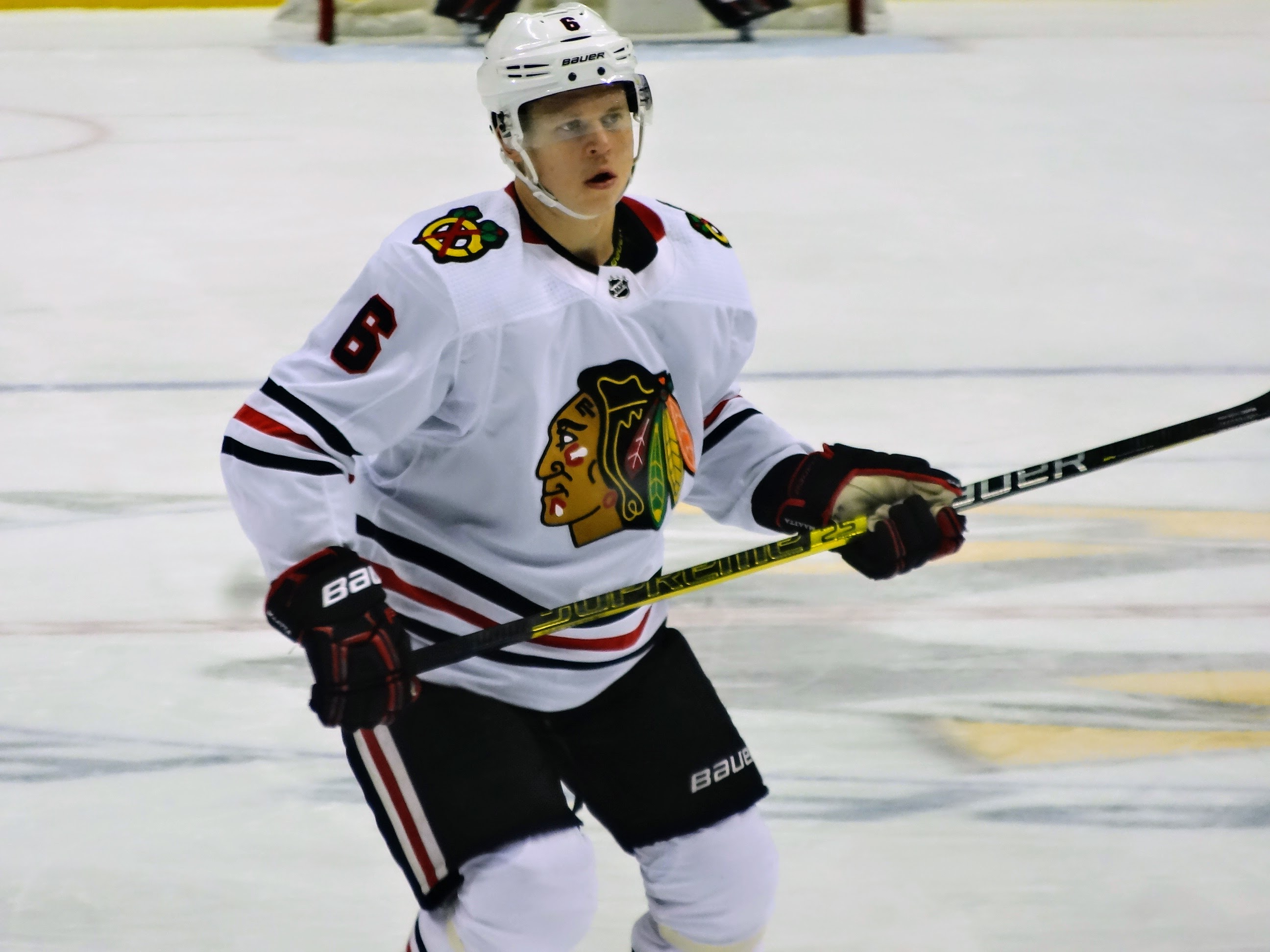
Määttä als Spieler der Chicago Blackhawks (2019)

Stand: Ende der Saison 2024/25

### International
Vertrat Finnland bei:
| - Ivan Hlinka Memorial Tournament 2010 - U20-Junioren-Weltmeisterschaft 2011 - U18-Junioren-Weltmeisterschaft 2011 - U20-Junioren-Weltmeisterschaft 2012 - U20-Junioren-Weltmeisterschaft 2013 - Olympischen Winterspielen 2014 | - World Cup of Hockey 2016 - Weltmeisterschaft 2021 - Weltmeisterschaft 2023 - Weltmeisterschaft 2024 - 4 Nations Face-Off 2025 |

(Legende zur Spielerstatistik: Sp oder GP = absolvierte Spiele; T oder G = erzielte Tore; V oder A = erzielte Assists; Pkt oder Pts = erzielte Scorerpunkte; SM oder PIM = erhaltene Strafminuten; +/− = Plus/Minus-Bilanz; PP = erzielte Überzahltore; SH = erzielte Unterzahltore; GW = erzielte Siegtore; 1 Play-downs/Relegation; Kursiv: Statistik nicht vollständig)